# Billy Wirth
William E. „Billy” Wirth (ur. 23 czerwca 1962 w Nowym Jorku) – amerykański aktor i producent filmowy.

## Życiorys

### Wczesne lata
Urodził się w Nowym Jorku jako syn Jean, artystki, której przodkami byli Huroni, i Morrisa A. Wirtha, prawnika pochodzenia żydowskiego. Uczęszczał do Collegiate Prep School na Manhattanie i Brown University w Providence.

### Kariera
Odkryty przez fotografa Bruce’a Webera przy Brown University, w połowie lat 80. rozpoczął pracę jako model w Nowym Jorku dla takich czasopism jak „Seventeen”, „GQ”, „Interview” i różnych innych magazynów dla nastolatek. Pojawił się także w reklamie Pepsi Light. Potem przeniósł się do Los Angeles, aby rozpocząć karierę aktorską. Na ekranie po raz pierwszy wystąpił w komediodramacie Siedem minut w niebie (Seven Minutes in Heaven, 1985) u boku Jennifer Connelly, Marshalla Bella i Lauren Holly.
W 2000 zadebiutował po drugiej stronie kamery. Zajął się również poważnie pisaniem, a jego grafika była wystawiana w wielu galeriach w Kalifornii. Po ukończeniu krótkometrażowego filmu Kismet (1999), zrealizował niezależny film MacArthur Park, którego był scenarzystą, reżyserem i producentem. Film był nominowany do nagród na Sundance Film Festival 2001 i Taos Talking Picture Festival 2001.
Na początku lat 90. w Los Angeles był liderem zespołu rockowego Dust N’Bones, który nagrał płytę CD The Cronies z muzyką akustyczną napisaną przez Wirtha i Stevena Costentino. W 2007 z John Crosby Management w Los Angeles pracował nad projektami filmowymi, m.in. The Drone Virus. Otworzył także własną galerię sztuki.

## Życie prywatne
Spotykał się z Sarah Skogland (2007), Chase Alden i Bobbie Brown.

## Wybrana filmografia

### Filmy fabularne
- 1985: Siedem minut w niebie (Seven Minutes in Heaven) jako Zoo Knudsen
- 1987: Straceni chłopcy (The Lost Boys) jako Dwayne
- 1988: War Party jako Sonny Crowkiller
- 1990: Parker Kane (TV) jako Jesse
- 1992: Kto zabił Dzieciątko Jezus (Who Killed the Baby Jesus) jako Travis Adams
- 1992: Pamiętnik Czerwonego Pantofelka (Red Shoe Diaries, TV) jako Thomas K. Butler, robotnik
- 1993: Porywacze ciał (Body Snatchers) jako Tim Young
- 1995: Chłopaki na bok (Boys on the Side) jako Nick
- 1995: Dzieci prerii (Children of the Dust) jako Corby White / Biały Wilk
- 2009: Błękitny deszcz (Powder Blue) jako David
- 2012: American Pie: Zjazd absolwentów jako Brad
- 2012: Być jak Flynn (Being Flynn) jako Travis

### Seriale TV
- 1985: McCall (The Equalizer) jako Ralph
- 1986: The Ellen Burstyn Show jako Johnny
- 1987: Bez zrozumienia (Nothing in Common) jako Joey D.
- 1989: Amerykańscy gladiatorzy (American Gladiators) jako zawodnik
- 1989: Cwaniak (Wiseguy) jako Eddie Tempest
- 1991: Opowieści z krypty (Tales from the Crypt) jako Ted
- 1998: Czarodziejki (Charmed) jako Matthew Tate
- 2000: Seks w wielkim mieście (Sex and the City) jako dr Mark Raskin
- 2004: Summerland jako Garrett
- 2004: CSI: Kryminalne zagadki Las Vegas jako Aaron Westonson
- 2011: Prawo i porządek: Zbrodniczy zamiar jako Billy Gray